# See.SZA.Run
See.SZA.Run è l'EP di debutto della cantautrice statunitense SZA, pubblicato autonomamente, senza il supporto di nessuna casa discografica, il 29 ottobre 2012. 

## Antefatti
Dopo aver completato il liceo, SZA si iscrisse in tre diverse università prima di stabilizzarsi con gli studi frequentando la facoltà di biologia marina. Il suo intento iniziale era quello di laurearsi per diventare una biologa e poter viaggiare. Il suo piano, però, non si concretizzò mai e, per racimolare un po' di denaro, iniziò a fare diversi lavoretti.
In seguito, SZA incontrò i membri dell'etichetta autonoma Top Dawg Entertainment nel 2011, durante la CMJ Music Marathon, grazie all'azienda di abbigliamento del fidanzato che sponsorizzò uno spettacolo a cui avrebbe preso parte Kendrick Lamar. Un amico, che si trovava all'evento con SZA, presentò alcune canzoni della cantante al presidente della Top Dawg  Terrence "Punch" Henderson, che apprezzò molto il materiale e si mise immediatamente in contatto con la cantautrice. La cantante veniva allora aiutata da un'amica, utilizzando applicazioni di produzioni e basi musicali prese da Internet.

## Descrizione
SZA ha descritto il processo che ha interessato la registrazione dell'EP come "un esperimento", portandolo avanti senza uno specifico obiettivo in mente. Principalmente una produzione appartenente al genere dell'alternative R&B e del neo soul, l'EP incorpora e sperimenta diversi generi musicali tra cui soul e hip-hop.

## Accoglienza
Per promuovere l'EP, SZA ha pubblicato il 9 ottobre 2012 il video musicale d'accompagnamento per il brano Country.

## Musica e testi
See.SZA.Run è un EP variegato che mescola diversi stili musicali e sperimenta generi differenti come il soul, l'hip-hop o l'R&B. Nell'album sono presenti anche influenze del cloud rap ed elementi presi dai microgeneri witch house e chillwave.
L'EP si apre con la canzone Bed, che è stata paragonata ai lavori della cantante americana Ciara.. La canzone Euphraxia è una canzone "hip-hop futuristica" descritta come una "ricerca esoterica sull'esistenzialismo e simili".
Time Travel Undone è stata definita come un'unione dei generi di Björk e Beyoncé, descritto come "un nuovo tipo di jazz-pop: non ortodosso e senza ostacoli, ma accessibile abbastanza per più ascolti".
Once Upon a High è la traccia che conclude l'EP. La canzone è stata elogiata per la sua "qualità superba e distintività", utile a introdurre una artista "con una visione così singolare da richiedere l'attenzione di tutti e non una semplice canzone R&B che attende la popolarità".

## Accoglienza
L'EP ha ottenuto i consensi della critica, comparando la cantante ad artisti come Drake, The Weeknd, Miguel e Frank Ocean. Il sito Complex ha lodato la produzione, i testi e le musiche, notando come "l'album sia fatto per più di un ascolto" e aggiungendo che "ogni canzone sembra scorra come se fosse una unica traccia, in maniera perfetta e succinta".

## Tracce
Testi di Solána Imani Rowe.
1. Bed – 4:19
2. Euphraxia – 3:20
3. Advil – 3:02
4. Time Travel Undone – 3:06
5. Crack Dreams – 3:01
6. Country – 4:29
7. One Upon a High – 2:51